# Objemová koncentrace
Objemová koncentrace je vyjádření objemového poměru množství určité látky v celkovém množství.
Je to bezrozměrná veličina. Udává se například:
- v objemových zlomcích (bez udání jednotky, nebo V/V)
- v objemových procentech (vol. %) – procento je setina celku
- v objemových promilích – promile je tisícina celku
- ve specifických jednotkách – ppm (parts per million – miliontina celku), ppb (parts per billion – miliardtina celku)…
- ve vzájemném poměru dvou objemových jednotek (mililitry na metr krychlový, mikrolitry na litr)